# Shirley Temple
Shirley Jane Temple (Santa Mónica, California, 23 de abril de 1928-Woodside, California, 10 de febrero de 2014), también conocida (por su segundo matrimonio) como Shirley Temple Black, fue una actriz y diplomática estadounidense que, en edad infantil, actuó en importantes películas de principios de los años 30. Considerada como la actriz infantil de mayor éxito de la historia del cine por su habilidad como actriz y bailarina, su fama declinó al entrar en la adolescencia; aunque siguió activa en el cine hasta finales de los años cuarenta.
Nacida en una familia de clase media asentada en el estado de California, estudió desde su niñez teatro, canto y danza en diversos institutos. A los tres años de edad, fue elegida para actuar en diversos cortometrajes para la empresa Educational Pictures y, luego, hacer breves apariciones en largometrajes como Carolina y As the Earth Turns, en papeles no acreditados. Su primer papel protagonista lo obtuvo en 1934 en Ojos cariñosos, que la consagró. Entre las producciones más destacadas que actuó siendo niña destacan The Little Colonel, La simpática huerfanita, Wee Willie Winkie, Heidi, A Little Princess, The Bachelor and the Bobby-Soxer y Fort Apache, todas estrenadas durante los años treinta y cuarenta. Fue dirigida por cineastas como David Butler, Walter Lang o John Ford, e incursionó activamente en los géneros tanto dramáticos como cómicos hasta su retiro del cine, en 1949. 
En 1934, a la edad de seis años, se convierte en la actriz más joven en la historia en ganar un premio Óscar, concediéndole el Premio Juvenil de la Academia.
Temple también actuó en televisión conduciendo programas propios y haciendo apariciones como invitada hasta mediados de los años sesenta. Posteriormente fue embajadora estadounidense en Ghana (1974-76) y Checoslovaquia (1989-92).
Falleció en la noche del lunes 10 de febrero de 2014, a la edad de 85 años, por causas naturales.
Temple fue destinataria de numerosos premios y distinciones, entre ellos el Kennedy Center y un premio del Sindicato de Actores al logro de vida. Temple ocupa el puesto n.º 18 en la lista de las más grandes leyendas de la pantalla de América y de la historia del cine clásico de Hollywood, por los American Film Institute.

## Biografía
Shirley Temple nació el 23 de abril de 1928 en Santa Mónica, California, es la tercera hija de Gertrude Temple y el empleado de banco George Temple. La familia era de ascendencia holandesa, inglesa y alemana.Tenía dos hermanos: John y George, Jr.Su madre alentó a Shirley a desarrollar su talento para el canto, el baile y la actuación, y en septiembre de 1931 la inscribió en la Escuela de Danza de Meglin en Los Ángeles. Aproximadamente en este momento, la madre de Shirley comenzó a peinar el cabello de su hija en rizos.
En sus memorias Shirley aseguró que no era fácil ser Shirley Temple. La revista ''People'' publicó un artículo en el que desvelaron que la madre, le hacía 56 rizos perfectos en su cabello y antes de dormirse en vez de cuentos infantiles le leía el guion que tenía que aprenderse para el siguiente día. Según el medio, la menor repetía el diálogo hasta quedarse dormida. Llegada la mañana, Temple no solo se sabía sus líneas, sino que también se aprendía las de sus compañeros. A través de los años se ha reportado que la madre de Temple era una mujer despiadada, que la obligaba a trabajar para sostener a la familia. Sin embargo, la intérprete desmintió las acusaciones y explicó que Gertrude era muy tímida, pero que creía que cuando surgía una oportunidad no se podía desaprovechar.
En 1988 Shirley publicó su libro autobiográfico titulado Child Star: An Autobiography (Estrella infantil), en su libro Temple reveló que un productor de Metro-Goldwyn-Mayer conocido por recibir favores sexuales a cambio de papeles en sus filmes, se bajó los pantalones y expuso sus partes íntimas durante la primera reunión, en 1940. Ella tenía apenas doce años. Siendo todavía una niña inocente simplemente se sonrió y el hombre enojado la echó de su oficina. Afortunadamente ya había firmado contrato con la gigantesca productora.

Jamás me obligó a hacer nada. Yo amaba lo que hacía. Recuerdo algunas madres que pellizcaban a sus hijos para que lloraran en una escena, pero mi madre siempre me envolvió con amor.

Temple también reveló que los niños actores de aquella época cuando tenían un mal comportamiento o simplemente hacían mal una escena, eran encerrados en una cabina de sonido sin ventanas y se tenían que sentar arriba de un bloque de hielo. "Por lo que puedo ver hasta ahora, la caja negra no me causó daño permanente", escribió Shirley en sus memorias. 

Sin embargo, su enseñanza de vida fue profunda e inolvidable con apenas seis años y entendí que el tiempo es dinero y el tiempo perdido significa problemas económicos.

El día de su octavo cumpleaños (que en realidad era el noveno, pero el estudio quería que el público pensara que era menor), recibió 135 000 juguetes de alrededor del mundo. Entre los regalos había un canguro bebé de Australia y una vaca que le obsequiaron unos niños de escuela. En 1939 una mujer la intentó asesinar durante una entrevista de radio en vivo, bajo el argumento de que Temple le había robado el alma a su hija de 10 años y que la única forma de liberarla, era matando a la artista.
Aunque antes de cumplir los diez años ya era una leyenda de Hollywood, la intérprete confesó que casi se queda en la bancarrota. Su padre había manejado mal sus finanzas a lo largo de los años. «De los 3 400 000 dólares que había facturado, únicamente me quedaban 44 000 dólares en mi cuenta. Eso era todo. Fue un shock», admitió el ícono infantil. Sin embargo, Temple no guardó rencores contra su padre.

Creo que yo le hubiese pagado al estudio cinematográfico para tener el privilegio de trabajar, y eso fue lo que hice, justificó. Y no lo culpo. Mi papá dejó la escuela en séptimo grado. Era un hombre inocente al que llevaron a despilfarrar el dinero. Quienes lo asesoraron, fueron los que realizaron un mal trabajo.

## Trayectoria

### 1932-1940: superestrella infantil

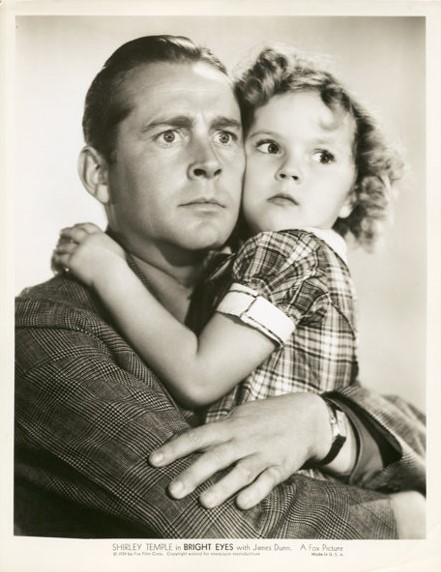
Temple en 1934, en la película Ojos cariñosos con James Dunn.

Nadie sabe cuándo Shirley Temple comenzó a hacer películas, ya que los Estudios FOX hicieron un certificado de nacimiento falso. Entre finales de 1931 y 1933 apareció en dos series de cortos para Educational Pictures. Su primera serie, Baby Burlesks, satirizó las películas y política recientes. La serie fue considerada polémica por algunos espectadores por la representación que en ella se hacía de niños pequeños en situaciones adultas. Su segunda serie en Educational, Frolics of Youth, fue un poco más aceptable e hizo el papel de una irritante hermana menor en una familia suburbana contemporánea.
Mientras trabajaba para Educational Pictures, Temple también interpretó muchos papeles de figurante en diferentes películas. Finalmente firmó con Fox Film Corporation (que más adelante se fusionó con 20th Century Pictures para convertirse en 20th Century Fox) a finales de 1933 después de aparecer en Stand Up and Cheer! con James Dunn. Más tarde, hizo pareja en el cine con Dunn en varias películas.
Temple estaría con Fox hasta 1940, convirtiéndose en la actriz más lucrativa para el estudio. Su contrato fue corregido varias veces entre 1933 y 1935, y fue prestada a Paramount para un par de películas exitosas en 1934. Durante cuatro años, figuró como la estrella más taquillera de Estados Unidos. Para mantenerla en su infancia, el certificado de nacimiento de Shirley había sido alterado. Solo en su duodécimo cumpleaños se dio cuenta de que tenía de hecho trece.
Su popularidad ganó tanto la adulación pública como la aprobación de sus colegas. Incluso con cinco años, el sello de sus actuaciones era su profesionalismo: siempre tenía sus frases memorizadas y sus pasos de baile preparados cuando comenzaba el rodaje. Fue la primera receptora del premio Óscar especial al intérprete juvenil en 1935. Ochenta y cinco años más tarde, Temple sigue siendo la intérprete más joven de toda la historia del cine en haber recibido este honor. Es también la actriz más joven en añadir las huellas de pies y manos en el exterior del Grauman's Chinese Theatre.
Temple hizo asimismo películas con Carole Lombard, Gary Cooper, Adolphe Menjou y muchos otros. Arthur Treacher apareció como un bondadoso mayordomo en varias películas de Temple.

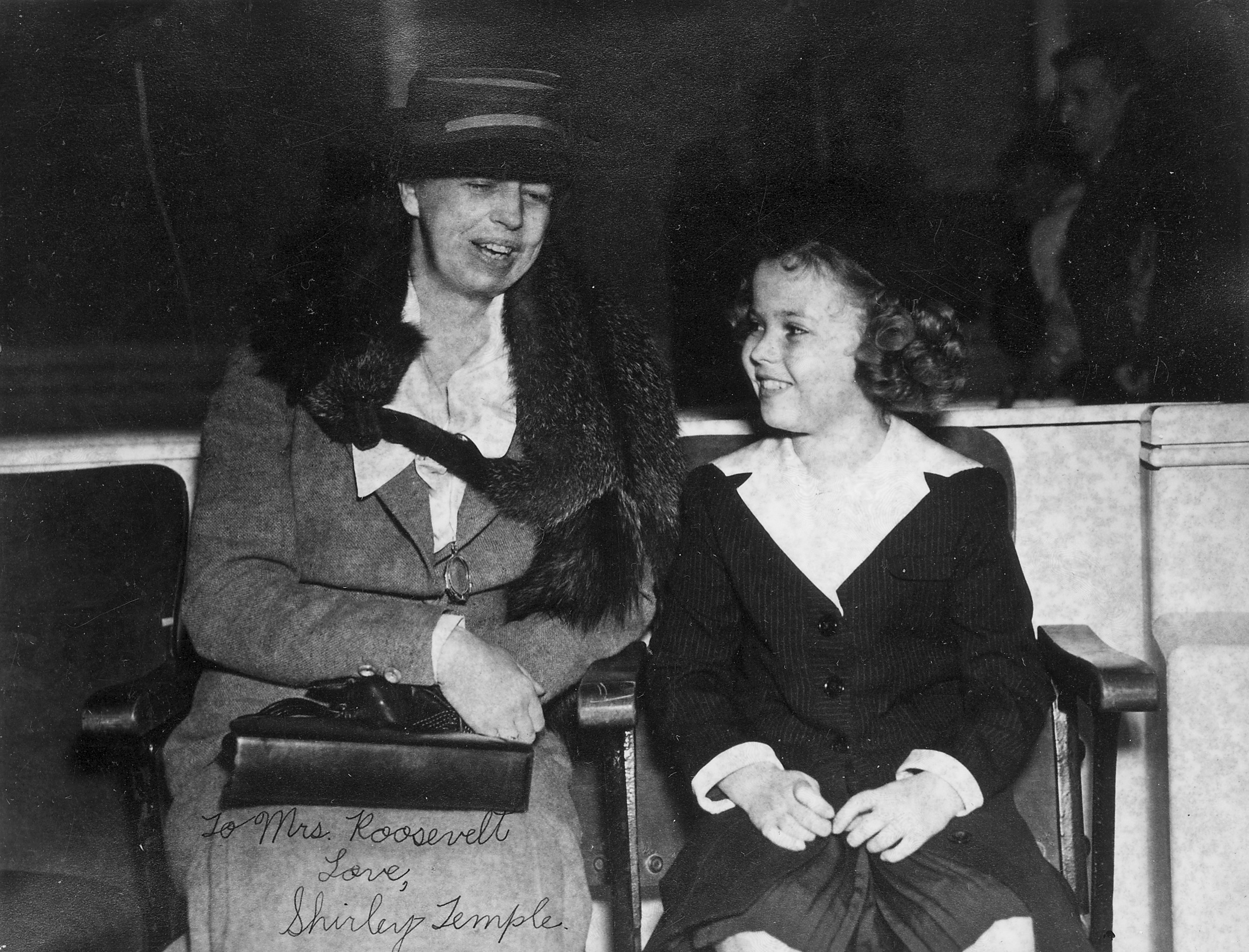
Eleanor Roosevelt (izquierda) y Shirley Temple (derecha) en 1938.

La capacidad de Temple como bailarina (especialmente como bailarina de claqué) es bien conocida y célebre. Incluso en sus primeras películas bailó y era capaz de hacer coreografías complejas de claqué con cinco años. Fue emparejada con el famoso bailarín Bill «Bojangles» Robinson en The Little Colonel, The Littlest Rebel, Rebecca of Sunnybrook Farm y Just Around the Corner. Robinson también preparó y desarrolló su coreografía para muchas de sus otras películas. Como Robinson era afroamericano, sus escenas cogiendo las manos de Temple tuvieron que ser suprimidas en muchas ciudades del sur.
Aparte de las películas, se comercializaron muchos productos de promoción de Shirley Temple durante los años 1930. Numerosas muñecas de Temple, vestidas con trajes de las películas, fueron muy vendidas. Otros artículos exitosos de Temple incluían una línea de vestidos de niña y lazos de pelo. Varias canciones de las películas de Temple, como «On the Good Ship Lollipop» (de Ojos cariñosos de 1934), «Animal Crackers in My Soup» (de La simpática huerfanita de 1935) y «Goodnight My Love» (de Stowaway 1936) fueron populares éxitos en la radio. Frecuentemente prestó su imagen y talento para promover varias causas sociales, incluyendo la Cruz Roja.
El papel de Dorothy en El Mago de Oz fue originalmente pensado para Judy Garland. Sin embargo, los ejecutivos de MGM estaban preocupados con el interés taquillero de Garland. Temple fue tenida en cuenta para el papel. No obstante, no pudo aparecer en la película al no haber un acuerdo entre Fox y MGM. Igualmente se rumoreó que fue la inspiración para Bonnie Blue Butler en Lo que el viento se llevó y fue una de las primeras competidoras para el papel en la película, pero era demasiado mayor cuando se inició el rodaje.
En 1940, Temple dejó la Fox. Combinó las clases en Westlake School for Girls con películas para varios estudios, incluyendo MGM y Paramount. Sus películas más exitosas de ese momento fueron Since You Went Away con Claudette Colbert, The Bachelor and the Bobby-Soxer con Cary Grant y Fort Apache. Se retiró del cine en 1949.
En los años 1950 y 1960, hizo un breve retorno al negocio del espectáculo con dos series de televisión. Shirley Temple's Storybook se estrenó en la NBC el 12 de enero de 1958 y su última emisión fue el 1 de diciembre de 1959. Shirley Temple Theatre -también conocido como The Shirley Temple Show- se estrenó en la NBC el 11 de septiembre de 1960 y su última emisión fue el 10 de septiembre de 1961. Ambos programas mostraban adaptaciones de cuentos de hadas y otros cuentos orientados a la familia. Shirley Temple fue la presentadora y esporádica narradora/actriz en ambas series.

### Roles

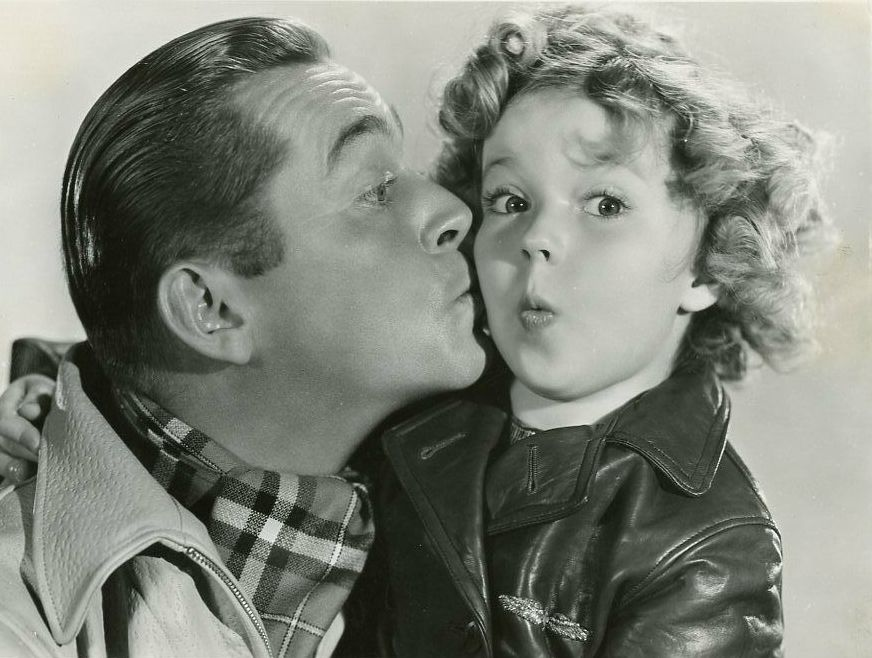
Foto publicitaria de Shirley y James Dunn en Ojos cariñosos (1934)

La mayoría de las películas de Shirley Temple se hicieron a bajo costo a $200 000 o $300 000 cada una, y fueron dramas de comedia con canciones y bailes añadidos, situaciones sentimentales y melodramáticas, y con poco valor de producción. Sus títulos de películas son una pista de la forma en que fue comercializada: Curly Top y Dimples , y sus «pequeñas» imágenes como The Little Colonel y The Littlest Rebel. Shirley a menudo interpretaba a un reparador, un Cupido precoz, o el buen hada en estas películas, reuniendo a sus padres separados o suavizando las arrugas en los romances de las parejas jóvenes. Los elementos del cuento de hadas tradicional se entrelazaron en sus películas: la bondad sana triunfando sobre la maldad y el mal, por ejemplo, o la riqueza sobre la pobreza, el matrimonio sobre el divorcio o una economía en auge sobre una depresión. A medida que la niña maduró hasta ser preadolescente, la fórmula se modificó ligeramente para alentar su naturalidad, ingenuidad a salir y brillar mientras su inocencia infantil, que le había servido bien a los seis años pero era inapropiada para sus preadolescentes. (o años posteriores de la infancia).
El biógrafo John Kasson argumenta:

En casi todas estas películas ella desempeñó el papel de curandera emocional, reparando divisiones entre novios antiguos, miembros de la familia separados, formas tradicionales y modernas, y ejércitos en guerra. Característicamente carente de uno o ambos padres, constituyó nuevas familias de los más dignos de amarla y protegerla. Los productores se deleitaron en contrastar su diminuta estatura, ojos brillantes, sonrisa con hoyuelos y cincuenta y seis rizos rubios al arrojar a sus protagonistas opuestos, como Gary Cooper , John Boles , Victor McLaglen y Randolph Scott. Sin embargo, su coprotagonista favorito fue el gran bailarín afroamericano Bill "Bojangles" Robinson., con quien apareció en cuatro películas, comenzando con The Little Colonel (1935), en la que interpretaron el famoso baile de la escalera.

La biógrafa Anne Edwards escribió sobre el tono y el tenor de las películas de Shirley Temple:

Esto fue a mediados de la depresión, y los esquemas proliferaron para el cuidado de los necesitados y la regeneración de los caídos. Pero todos ellos requerían papeleo interminable y colas degradantes de largas horas, al final de las cuales un trabajador social agotado y molesto trataba a cada persona como un número sin rostro. Shirley ofreció una solución natural: abrir el corazón.

Edwards señaló que los personajes creados para Temple cambiarían la vida del frío, el endurecido y el criminal con resultados positivos. Se vio que sus películas generaban esperanza y optimismo, y el presidente Franklin D. Roosevelt dijo: «Es una cosa espléndida que por solo quince centavos, un estadounidense pueda ir al cine y mirar la cara sonriente de un bebé y olvidar sus problemas».

### Finanzas

Shirley saliendo de las oficinas de la Casa Blanca con su madre y el guardaespaldas John Griffith en 1938

El 21 de diciembre de 1933, su contrato se extendió a un año a los mismos $150 por semana con una opción de siete años, y su madre Gertrude fue contratada a $25 por semana como peluquera y entrenadora personal. Estrena en mayo de 1934, ¡Levántate y anima! se convirtió en la película revolucionaria de Shirley. Ella actuó en un sketch corto en la película junto con la popular estrella de Fox James Dunn , cantando y bailando tap. La parodia fue lo más destacado de la película, y los ejecutivos de Fox la llevaron a otra película con Dunn, Baby Take a Bow (llamada así por su canción en Stand Up and Cheer! ). La tercera película de Shirley, también con Dunn, fue Ojos cariñosos, un guion escrito especialmente para ella.
Después del éxito de sus primeras tres películas, los padres de Shirley se dieron cuenta de que a su hija no se le pagaba suficiente dinero. Su imagen también comenzó a aparecer en numerosos productos comerciales sin su autorización legal y sin compensación. Para controlar el uso corporativo sin licencia de su imagen y negociar con Fox, los padres de Temple contrataron al abogado Lloyd Wright para representarlos. El 18 de julio de 1934, el salario contractual se elevó a $1000 por semana; mientras tanto, el salario de su madre se elevó a $250 por semana, con un bono adicional de $15 000 por cada película terminada. El contrato original de Temple por $150 por semana es equivalente a $2960 en 2019, ajustado por inflación; Sin embargo, el valor económico de $150 durante la Gran inflación fue igual a alrededor de $18 500 en dinero de 2019 debido a los efectos punitivos de la deflación, seis veces más que una conversión a nivel de superficie. El aumento salarial subsiguiente a $1000 por semana tuvo el valor económico de $123 000 en dinero de 2019, y el bono de $15 000 por película (igual a $296 000 en 2019) tenía el poder adquisitivo de 1.85 millones de dólares en aquella época (en dinero de 2019) en una década cuando un trimestre podía comprar una comida. Se enviaron cartas de cese y desistimiento a muchas empresas y se inició el proceso para otorgar licencias corporativas.
El 28 de diciembre de 1934, Ojos cariñosos fue estrenada. La película fue el primer largometraje diseñado específicamente para los talentos de Temple y el primero donde su nombre apareció sobre el título. Su canción principal, On the Good Ship Lollipop, se introdujo en la película y vendió quinientas mil copias de partituras. En febrero de 1935, Temple se convirtió en la primera estrella infantil en ser honrada con un Oscar juvenil en miniatura por sus logros cinematográficos,  y agregó sus huellas de manos a la explanada del Grauman's Chinese Theatre. un mes después.

### 1935-1937
La cuota de películas de Temple en cada año natural aumentó de tres a cuatro en el contrato que sus padres firmaron en julio de 1934. Después de la firma del contrato se estrenaron Now and Forever, protagonizada por Gary Cooper y Carole Lombard (en la que Temple aparecía en tercer lugar con su nombre sobre el título, debajo de los de Cooper y Lombard), The Little Colonel, Our Little Girl, Curly Top (con la canción Animal Crackers in My Soup) y The Littlest Rebel. Curly Top fue la última película de Temple antes de la fusión entre 20th Century Pictures y Fox Film Corporation.
El salario de Temple ascendía a 2500 dólares semanales a finales de 1935. Para la producción se construyeron elaborados decorados en el famoso Iverson Movie Ranch de Chatsworth, donde una de las rocas del rancho fue bautizada con el nombre de Shirley Temple Rock.
Heidi fue la única otra película de Temple estrenada en 1937. A mitad del rodaje de la película, se añadió al guion la secuencia del sueño. Al parecer, la propia Temple estaba detrás de la secuencia onírica y la había impulsado con entusiasmo, pero en su autobiografía lo negó con vehemencia. Su contrato no daba ni a sus padres ni a ella ningún control creativo sobre sus películas. Consideró que Zanuck se negaba seriamente a aprovechar el éxito de su papel dramático en Wee Willie Winkie.
Uno de los muchos ejemplos de cómo Temple estaba impregnando la cultura popular en ese momento son las referencias a ella en la película de 1937 Siempre Eva; el flamante mandamás de los estudios cinematográficos Atterbury Dodd (interpretado por Leslie Howard) nunca ha oído hablar de Temple, para gran sorpresa e incredulidad de la antigua estrella infantil Lester Plum (interpretada por Joan Blondell), que se describe a sí misma como «la Shirley Temple de mis tiempos», e interpreta para él On the Good Ship Lollipop.

### 1938-1940
La Asociación de Propietarios de Teatros Independientes pagó un anuncio en The Hollywood Reporter en mayo de 1938 que incluía a Temple en una lista de actores que merecían sus salarios, mientras que el «recaudo de taquilla de otros (incluidas Katharine Hepburn y Joan Crawford) era nulo».
En 1939, fue el tema del cuadro de Salvador Dalí Shirley Temple, el monstruo más joven y sagrado del cine de su tiempo, y fue animada con el Pato Donald en The Autograph Hound. En 1940, Lester Cowan, un productor de cine independiente, compró los derechos cinematográficos de Babylon Revisited, de F. Scott Fitzgerald, por 80 dólares. Fitzgerald pensó que sus días como guionista habían terminado y, con algunas dudas, aceptó la oferta de Cowan de escribir el guion titulado Cosmopolitan basado en el cuento. Después de terminar el guion, Cowan le dijo a Fitzgerald que no haría la película a menos que Temple protagonizara el papel principal de la joven Honoria. Fitzgerald objetó, diciendo que, a los doce años, la actriz era demasiado mundana para el papel y restaría valor al aura de inocencia que de otro modo enmarcaría el personaje de Honoria. Después de conocer a Temple en julio, Fitzgerald cambió de opinión y trató de persuadir a su madre para que la dejara protagonizar la película. Sin embargo, su madre puso objeciones. En cualquier caso, el proyecto de Cowan fue archivado por el productor. Más tarde, a Fitzgerald se le atribuyó el uso de la historia original de La última vez que vi París, protagonizada por Elizabeth Taylor.

### 1941-1950: películas finales y retirada
Shirley firmó con MGM después de dejar 20th Century-Fox. Sin embargo, al reunirse con Arthur Freed para una entrevista preliminar, el productor de MGM le mostró sus genitales. Cuando esto provocó risas nerviosas en respuesta, Freed la echó y terminó su contrato antes de que se produjera ninguna película. La siguiente idea fue asociarla con Garland y Rooney para el musical Babes en Broadway. Temiendo que cualquiera de los dos últimos pudiera fácilmente eclipsar a Temple, MGM la reemplazó con Virginia Weidler . Como resultado, su única película para MGM fue la relativamente exitosa Kathleen, estrenada en 1941. Miss Annie Rooney siguió su carrera en United Artists en 1942, pero no tuvo éxito. The Bachelor and the Bobby-Soxer, protagonizada por Cary Grant, y Fort Apache, protagonizada por John Wayne y Henry Fonda, fueron dos de sus pocas películas exitosas en la década de 1940. Su entonces marido , John Agar, también apareció en Fort Apache. Ella y el expresidente estadounidense Ronald Reagan estuvieron ambos en That Hagen Girl (1947). No anunció formalmente su retiro de los largometrajes hasta 1950.

### Radio
Temple tuvo brevemente su propia serie de radio en CBS . Junior Miss debutó el 4 de marzo de 1942, en la que interpretó el papel principal. La serie se basó en historias de Sally Benson . Patrocinada por Procter & Gamble, Junior Miss fue dirigida por Gordon Hughes, con David Rose como director musical. La serie terminó el 26 de agosto de 1942.

### Publicidad y patrocinios
John Kasson dijo en una entrevista:

Shirley fue la celebridad más popular que promocionó productos para niños y adultos, solo rivalizada por Mickey Mouse. Transformó la moda de los niños, popularizando el aspecto de niña pequeña para niñas de hasta doce años, y a mediados de la década de 1930 la línea de muñecas Shirley Temple de Ideal Novelty y Toy Company representaba casi un tercio de todas las muñecas vendidas en el país.

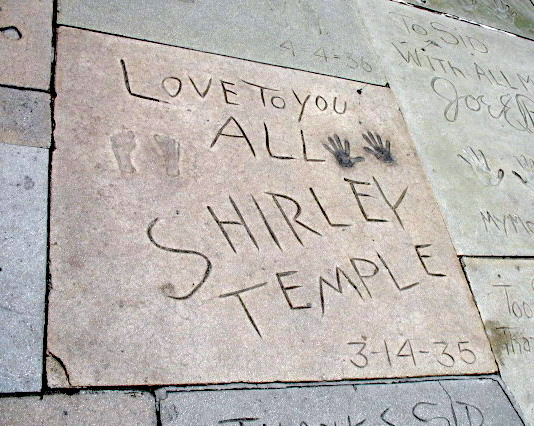
Las huellas de manos de Temple en el Grauman's Chinese Theatre

Ideal Toy and Novelty Company en la ciudad de Nueva York negoció una licencia para muñecas con la primera muñeca de la compañía que llevaba el vestido de lunares de Stand Up and Cheer! Las muñecas de Shirley Temple generaron alrededor de 45 millones de dólares en ventas antes de 1941. Una taza, una jarra y un tazón de cereal en azul cobalto con una calcomanía de la pequeña actriz se regalaron como premio con Wheaties.
Los artículos exitosos de Shirley Temple incluyeron una línea de vestidos para niñas, accesorios, jabón, platos, libros recortados, partituras, espejos, tabletas de papel y muchos otros artículos. Antes de que terminara 1935, los ingresos de la niña de las regalías de mercancías con licencia superarían los $100 000, lo que duplicaba sus ingresos de sus películas. En 1936, los ingresos de Shirley por regalías superaron los $400 000 dólares. Con el respaldo de Postal Telegraph, Sperry Drifted Snow Flour, la radio Grunow Teledial, Quaker Puffed Wheat , General Electric y automóviles Packard. 

### Mitos y rumores

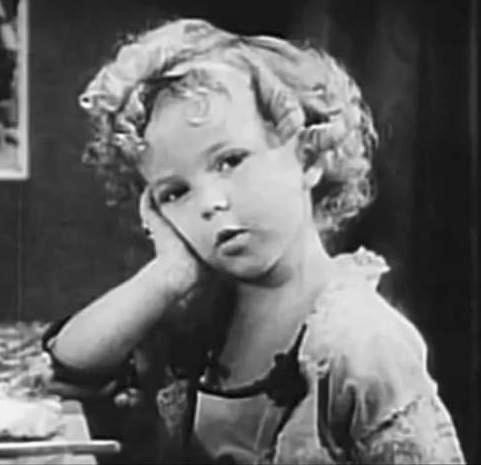
Shirley en Glad Rags to Riches (1933)

En el apogeo de su popularidad, Temple fue a menudo objeto de muchos mitos y rumores, y varios fueron propagados por el departamento de prensa de Fox. Fox también la publicitó como un talento natural sin entrenamiento formal de actuación o baile. Como una forma de explicar cómo conocía el baile estilizado de zapateo, se inscribió durante dos semanas en la Escuela de Baile Elisa Ryan. 
Circulaban falsas afirmaciones de que Temple no era una niña, sino una enana de 30 años, debido en parte a su tipo de cuerpo fornido. El rumor era tan frecuente, especialmente en Europa, que el Vaticano envió al padre Silvio Massante para investigar si realmente era una niña. El hecho de que nunca parecía perder ningún diente llevó a algunas personas a concluir que tenía todos sus dientes adultos. En realidad, Temple perdía los dientes regularmente durante sus días con Fox, especialmente durante la ceremonia en la acera frente al Teatro Grauman, donde se quitó los zapatos y colocó los pies descalzos en el cemento para desviar la atención de su rostro. Cuando actuaba, usaba placas y fundas dentales para ocultar los huecos en sus dientes. Otro rumor decía que sus dientes habían sido limados para que parecieran dientes de leche.
Un rumor sobre el cabello característico de Temple fue la idea de que usaba una peluca. En múltiples ocasiones, los fanáticos le arrancaron el cabello para probar el rumor. Más tarde dijo que deseaba que todo lo que tenía que hacer era usar una peluca. El proceso nocturno que soportó en la configuración de sus rizos fue tedioso y agotador, con enjuagues semanales de vinagre que le quemaron los ojos.
Se difundieron rumores de que el color de su cabello no era naturalmente rubio. Durante la creación de Rebecca de Sunnybrook Farm , se difundió la noticia de que iba a hacer escenas extendidas sin sus rizos característicos. Durante la producción, también se resfrió, lo que la hizo perder un par de días. Como resultado, un informe falso se originó en Gran Bretaña de que todo su cabello había sido cortado.

### Familia y carrera como Shirley Temple Black

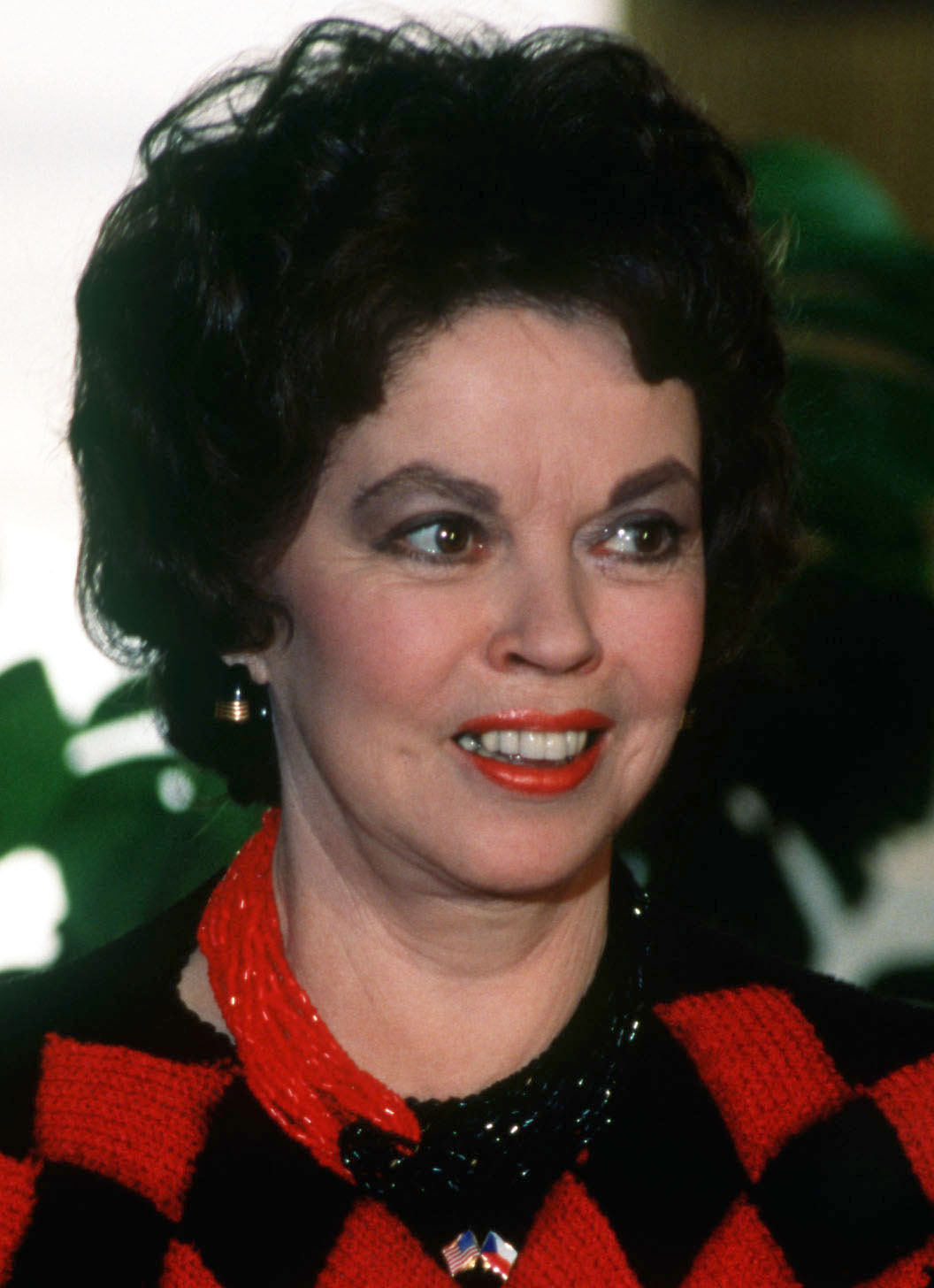
Shirley Temple como embajadora de EE. UU. en Checoslovaquia en octubre de 1990

A la edad de 17 años se casó con el soldado, convertido en actor, John Agar (1921-2002) el 19 de septiembre de 1945. Tuvieron una hija, Linda Susan Agar (más tarde conocida como Susan Black) nacida el 20 de enero de 1948. Temple presentó una demanda de divorcio a finales de 1949, siendo el divorcio efectivo el 5 de diciembre de 1950. A principios de 1950, mientras estaba de vacaciones en Hawái, Shirley conoció y se enamoró del hombre de negocios californiano Charles Alden Black (1919-2005) y se casaron el 16 de diciembre de 1950. Tuvieron dos hijos: Charles Alden Black Jr., nacido el 29 de abril de 1952, y Lori Black, nacida el 9 de abril de 1954. Permanecieron casados hasta la muerte de él de un síndrome mielodisplásico con 86 años el 4 de agosto de 2005.
Posteriormente se involucró en la política del Partido Republicano, entrando sin éxito en la carrera congresional de 1967 en una plataforma a favor de la guerra en Vietnam. Consiguió varios puestos diplomáticos, sirviendo como delegada de Estados Unidos en muchas conferencias y cumbres internacionales. En 1968, mientras participaba en una conferencia de la Multiple Sclerosis International Federation (Federación Internacional de Esclerosis Múltiple) celebrada en Checoslovaquia, fue testigo del auge y caída de la Primavera de Praga y se entrevistó con el primer ministro reformista checoslovaco Alexander Dubček; Temple, una ferviente anticomunista, aseguró haber visto a tropas soviéticas ejecutando a una mujer checa en las calles de Praga, a pesar de que, en realidad, el aplastamiento de la revolución fue relativamente incruento pues solo hubo una víctima civil: un hombre que se inmoló en protesta a la intervención de las tropas del Pacto de Varsovia. En 1969 fue nombrada delegada de las Naciones Unidas por el presidente Nixon y más tarde embajadora estadounidense en Ghana (1974-76). En 1976 se convirtió en la primera mujer Jefa de Protocolo de los Estados Unidos que puso a su cargo todas las ceremonias, visitas y regalos del Departamento de Estado a líderes extranjeros y la coordinación de temas de protocolo con todas las embajadas y consulados de Estados Unidos. Fue embajadora en Checoslovaquia (1989-92) y nuevamente fue testigo de un evento decisivo en la historia de aquel país, la Revolución de Terciopelo, sobre la que comentó «ese fue el mejor trabajo que tuve en toda mi vida». En 1987 fue nombrada la primera funcionaria honoraria del servicio extranjero en la historia de Estados Unidos por el entonces secretario de Estado, George Shultz.
En 1999 apareció en la portada de la revista People con el título «Picture Perfect» y más tarde ese mismo año como parte de su informe especial «Sobreviviendo al cáncer de mama». Apareció en los Óscar de 1997 y también en ese mismo año recibió un premio Kennedy.
Fue miembro en la junta directiva de algunas grandes empresas incluyendo The Walt Disney Company (1974-75), Del Monte, Bancal Tri-State y Fireman's Fund Insurance. Sus nombramientos en las juntas de organizaciones sin ánimo de lucro incluyeron el Institute for International Studies en la Universidad de Stanford, el Council on Foreign Relations, el Council of American Ambassadors, el World Affairs Council, la Comisión de Estados Unidos para la Unesco, el National Committee on US-China Relations, la Asociación de las Naciones Unidas y el US Citizen's Space TaskForce.
Recibió doctorados honorarios de la Universidad de Santa Clara y la Lehigh University, una Beca de College of Notre Dame y un Chubb Fellowship de la Universidad de Yale.

### Últimas actividades
En 2001, trabajó como asesora para la producción de la red de televisión ABC Child Star: The Shirley Temple Story, basada en la primera parte de su autobiografía.
En 2004, se unió con Legend Films para restaurar, colorear y publicar su primeras películas en blanco y negro, así como episodios de sus series de televisión de 1960, The Shirley Temple Storybook Collection.
El Sindicato de Actores (SAG) anunció el 12 de septiembre de 2005 que recibiría el Lifetime Achievement Award. La presidenta del SAG, Melissa Gilbert, declaró:
No puedo pensar en nadie que merezcan más el premio del SAG Life Achievement de este año que Shirley Temple Black. Sus contribuciones a la industria del entretenimiento no tienen precedente; sus contribuciones al mundo no son menos inspiradoras. Ella ha vivido la vida más extraordinaria, como la brillante intérprete que el mundo llegó a conocer cuando solo era una niña, a la dedicada servidora pública que ha servido a su país tanto en casa como fuera durante 30 años. En todo lo que ha hecho y cumplido, Shirley Temple Black ha demostrado una gracia, talento y determinación poco común, sin mencionar la compasión y coraje. De niña, estaba encantada de bailar y cantar sus películas y más recientemente como presidenta del gremio he tenido el orgullo de trabajar junto a ella, como amiga y colega, en servicio a nuestra unión. Ha sido una indeleble influencia en mi vida. Fue mi ídolo cuando era una niña y sigue siendo mi ídolo hoy en día.

## Muerte
Shirley Temple murió de causas naturales la noche del 10 de febrero de 2014, a la edad de 85 años en su casa en Woodside, California, rodeada de su familia y seres queridos. Le sobreviven sus tres hijos, así como sus nietos y bisnietos.

## Premios

### Premios Óscar
| Año  | Categoría                     | Película                      | Resultado |
| ---- | ----------------------------- | ----------------------------- | --------- |
| 1934 | Premio Juvenil de la Academia | Premio Juvenil de la Academia | Ganadora  |

### Premios SAG
| Año  | Categoría       | Trabajo nominado        | Resultado |
| ---- | --------------- | ----------------------- | --------- |
| 2006 | Premio de Honor | Trayectoria profesional | Ganadora  |